# Rui Pedro Coimbra Chaves
Rui Pedro Coimbra Chaves, znany jako Ruca (ur. 11 września 1990 w Tondeli) – portugalski piłkarz występujący na pozycji lewego obrońcy w bułgarskim klubie Beroe Stara Zagora.